# (14882) 1991 PP11
(14882) 1991 PP11 là một tiểu hành tinh vành đai chính. Nó được phát hiện bởi Henry E. Holt ở Đài thiên văn Palomar ở Quận San Diego, California, ngày 9 tháng 8 năm 1991.